# Uwe Kagelmann
Uwe Kagelmann, född 6 september 1950 i Dresden, är en tysk före detta konståkare.
Kagelmann blev olympisk bronsmedaljör i konståkning vid vinterspelen 1972 i Sapporo.